# Антрапцева Надія Михайлівна
Наді́я Миха́йлівна Антра́пцева (* 1948) — доктор хімічних наук (1998), професор (1999); винахідниця.

## З життєпису
Народилась 1948 року в смт Єрмоліно (нині Калузька область РФ). Закінчила Московський хіміко-технологічний інститут (1972). Працювала інженером на Київському заводі «Арсенал» (1972—1978). Від 1979 року — у Національному аграрному університеті — старший науковий співробітник, асистент, доцент (1989), професор (1999), в. о. завідувача кафедри неорганічної та аналітичної хімії, від 2000 — завідувач кафедри загальної хімії.
Наукові дослідження:
- хімія фосфатів та поліфосфатів двовалентних металів і твердих розчинів на їхній основі;
- способи отримання гідратованих і безводних твердих розчинів фосфатів двовалентних металів, що мають технічно цінні властивості;
- основи закономірності термолізу твердих розчинів гідратованих фосфатів двовалентних металів.

Основні праці
- «Подвійні ортофосфати цинка і кобальта як тверді розчини на основі орторомбічного гопеїту»; 1984 (співавтор);
- «Вплив сладу подвійних дигідрофосфатів магнія-марганця на процес хх термооброби»; 1988 (співавтор);
- «Кристалогідрати подвійних гідрофосфатів марганця иікобальта та їх природа»; 1992 (співавтор);
- «Про умови одержання та природу подвійних дигідрофосфатів марганцю-кобальту дигідратів»; 1993
- «Термічні перетворення тетрагідратів Mn1–xМІІx(H2PO4)2 4H2O (MII = Co, Zn)»; 1997

Співавторка підручника «Загальна хімія: Навчальний посібник»; 2002 — вона і Буря Олександр Іванович, Повхан Микола Ф., Чигвінцева Ольга Павлівна.

## Нагороди і відзнаки
- Почесні грамоти Міністерства аграрної політики України (2003, 2008),
- Подяка Голови Голосіївської районної у місті Києві державної адміністрації (2008)
- Почесні грамоти НУБіП України.